# Argyrolepidia
Argyrolepidia is een geslacht van vlinders van de familie Uilen (Noctuidae), uit de onderfamilie Agaristinae.

## Soorten
- A. aequalis Walker, 1864
- A. aethrias Turner, 1908
- A. aurea Jordan, 1903
- A. comma Talbot, 1929
- A. concisa Jordan, 1912
- A. fractus Rothschild, 1899
- A. goldiei Druce, 1894
- A. inconspicua Rothschild, 1896
- A. leonora (Doubleday, 1846)
- A. lunaris Rothschild & Jordan, 1905
- A. megisto Boisduval, 1832
- A. mutans Rothschild, 1901
- A. novaehiberniae Boisduval, 1832
- A. palaea Rothschild & Jordan, 1905
- A. pamphilia Stoll, 1782
- A. resplendens Rothschild & Jordan, 1903
- A. restricta Rothschild, 1897
- A. stevensi Jordan, 1938
- A. thoracophora Turner, 1920
- A. unimacula Lower, 1903